# Ризарис, Георгиос
Георгиос Ризарис (греч.  Γεώργιος Ριζάρης; 1769, Монодендрион — 1841 или 1842, Афины) — греческий предприниматель и меценат XIX века.

## Биография
Георгиос Ризарис родился в 1769 году в эпирской деревне Монодендри, одной из деревень федерации Загорохо́рья
Ризарис рано осиротел, после чего, в 1806 году отправился в Москву, где его старший брат, Мантос Ризарис основал успешное коммерческое предприятие.
В отличие от своего старшего брата, о котором есть чёткая историческая информация, что он с 1817 года состоял в тайной греческой революционной организации Филики Этерия:А-263 и даровал греческим повстанцам до 50 тысяч рублей, о участии Георгия Ризариса в Этерии можно только предполагать.
После смерти брата в 1824 году, Георгий продолжил его коммерческую, благотворительную и революционную деятельность, но перенёс центр деятельности компании Ризарисов из Москвы в Одессу.
Георгий начал осуществлять благотворительские планы Мантоса Ризариса в отношении освобождающейся Греции и своей Родины, Монодендри.
В качестве первого шага он создал в отцовском доме в Монодендри Школу греческих уроков (Σχολή των Ελληνικών Μαθημάτων) для сирот.
В 1837 году Георгий обосновался в Афинах. Основной целью переезда было осуществление планов братьев Ризарисов по созданию в свободной Греции церковной академии.
В силу бюрократических и церковных проволочек, академия, которая в честь братьев меценатов получила название Ризарийская богословская школа была создана только в 1844 году, после смерти Георгия и согласно его завещания от 1840 года и принятия его предложений греческим государством в 1841 году.
Первоначально училище находилось в районе афинской гостиницы Hilton, но сегодня оно переведено в северный городской район Халандри и действует в качестве церковного лицея.
Не забывая о Монодендри, Георгий основал в родном селе профессиональное Училище рукоделия (Ριζάρειος Σχολή Χειροτεχνική) и реставрировал храм Св. Афанасия. В 1841 году за большой вклад в общенациональную жизнь был награждён королём Греции Оттоном I золотым офицерским крестом (греч. Χρυσούς Σταυρός) Ордена Спасителя.
Фонд (братьев) Ризарисов функционирует по сегодняшний день.